# Кроли, Сильвия
Сильвия Кроли (англ. Sylvia Crawley; род. 27 сентября 1972 года, Стьюбенвилл, штат Огайо, США) — американская профессиональная баскетболистка, выступала в женской национальной баскетбольной ассоциации. Не выставляла свою кандидатуру на драфт ВНБА 2000 года, но ещё до начала очередного сезона ВНБА заключила договор с клубом «Портленд Файр», в котором отыграла три сезона. Играла в амплуа центровой. Будучи действующим игроком ВНБА вошла в тренерский штаб родной команды NCAA «Северная Каролина Тар Хилз», где работает и в настоящее время.

## Ранние годы
Сильвия Кроли родилась 27 сентября 1972 года в небольшом городе Стьюбенвилл (штат Огайо), училась она там же в одноимённой средней школе, в которой выступала в местной баскетбольной команде.